# Lilla Harrie distrikt
Lilla Harrie distrikt är ett distrikt i Kävlinge kommun och Skåne län. 
Distriktet ligger öster om Kävlinge. 

## Tidigare administrativ tillhörighet
Distriktet inrättades 2016 och utgörs av en del av området Kävlinge köping omfattade till 1971, delen som före 1969 utgjorde socknen Lilla Harrie socken.
Området motsvarar den omfattning Lilla Harrie församling hade vid årsskiftet 1999/2000.